# Alliance Bank
Alliance Bank — управлявшийся британцами индийский банк, начавший операционную деятельность в Шимле в 1874 году под управлением Джеймса Уокера. Был создан, чтобы продолжить деятельность United Bank of India, основанного в 1866 году, и действовавшего в Шимле и Амбале. Совет директоров United Bank of India добровольно самоликвидировал банк в субботу, 21 марта, а Alliance Bank начал свою деятельность с понедельника, 23 марта.
Alliance Bank обанкротился 27 апреля 1923 года из-за спекуляций менеджмента. На момент банкротства у банка было 36 отделений, в том числе в Лахоре, Лакхнау, Пешаваре, Равалпинди и Рангуне.

## История
Alliance Bank расширялся за счёт продолжения обслуживания операций клиентов разорившихся банков. Благодаря этому он смог расширить филиальную сеть и снизить конкуренцию, с которой сталкивались некоторые его филиалы.
Был ликвидатором Punjab Bank (основан в 1862 году) и, соответственно, открыл филиалы в Марри (англ., 10 июля 1877 года), Равалпинди (6 августа 1877 года) и Лахоре (16 января 1878 года). 14 июля 1885 года открыт филиал в Амбале, 1 декабря 1887 года — в Канпуре, 15 октября 1889 года — в Калькутте, 2 февраля 1891 года — в Аджмере, 1 февраля 1894 года — в Агре, 16 февраля 1903 года — в Бомбее.
Alliance Bank был назначен ликвидатором, основанного в 1874 году, Himalaya Bank и 21 августа 1891 года открыл филиал в Массури. Затем Alliance Bank был ликвидатором филиала Lloyd’s Bank (англ.) в Дарджилинге и открыл там свой филиал 1 января 1896 года.
В начале 1913 года куплена часть активов и обязательств у Bank of Upper India, который был основан в Мируте в 1862 году и был первым акционерным банком в Индии. Этот банк открыл отделение в Агре после банкротства Agra and Masterman’s Bank. Некоторое время он имел отделения в Канпуре и Файзабаде, и более успешные отделения в Шимле (с 1885 года), Лакхнау, Аллахабаде, Барели, Найнитале, Дели и Массури.
Затем, в 1916 году, были приобретены Delhi and London Bank (основан в 1844 году) и Punjab Banking Company, основанную Девидом П. Массоном в Лахоре в 1889 году. Банк получил отделения в Абботтабаде, Далхоузи (англ.), Фирозпуре, Джаландхаре, Карачи, Мултане, Наушере, Кветте, Пешаваре, Сиалкоте, Шимле и Шринагаре.
В 1917 году Alliance Bank купил, основанный в 1906 году, Bank of Rangoon, который помимо главного офиса в Рангуне имел филиал в Мадрасе.